# 월리버흐
월리버흐(오세트어: уӕлибӕх, 복수: уӕлибыхтӕ 월리브흐터) 또는 허비즈즌(오세트어: хӕбизджын, 복수: хӕбизджынтӕ 허비즈즌터)은 오세티야의 전통 파이인 오세트 파이의 하나이다. 감자와 치즈를 넣어 만든다. 대표적인 오세티야 요리로, 남오세티야와 북오세티야 모두에서 즐겨 먹는다. 남오세티야의 국민 음식 가운데 하나로 여겨진다.

## 이름
오세트어 "허비즈즌(хӕбизджын)"의 "허비즈(хӕбиз)"는 조지아 음식인 "하비찌(ხავიწი)"와 관련이 있을 것이라 추정된다. 접미사 "-즌(-джын)"은 "소유"나 "함유"의 뜻을 나타내며, 오세트 파이의 이름에서 소 재료를 뜻하는 말 뒤에 붙는다.
조지아에서는 하비즈기나(조지아어: ხაბიზგინა) 또는 "오세트식 하차푸리"라는 뜻의 오수리 하차푸리(조지아어: ოსური ხაჭაპური)로 불린다. 조지아어 "하비즈기나(ხაბიზგინა)"는 오세트어 "허비즈즌(хӕбизджын)"에서 빌려온 말이다.

## 만들기
밀가루 반죽은 우유, 소금, 설탕, 효모를 넣어 만든다. 소는 으깬 감자에 치즈를 갈아 넣어 섞어 만든다. 보통 오세트 치즈를 쓴다. 반죽을 얇게 펴고 소를 채운 다음, 납작한 모양으로 굽고 버터를 바른다.

## 같이 보기
- 처허라즌